# Leonhard Miksch
Leonhard Miksch (* 20. Mai 1901 in Teplitz-Schönau, Böhmen; † 19. September 1950 in Freiburg im Breisgau, Baden-Württemberg) war ein deutscher Wirtschaftswissenschaftler und Hochschullehrer.
Er gehörte zu den eher unbekannten Vertretern der ordoliberalen Freiburger Schule. Seine dennoch beachtliche Bedeutung ergibt sich aus seiner Funktion als enger Berater Ludwig Erhards, seinen wissenschaftlichen Beiträgen zur Weiterentwicklung des Ordoliberalismus sowie seiner Teilnahme an wissenschaftlichen Beiräten. Zudem stand er dem Personenkreis um Walter Eucken, Franz Böhm, Wilhelm Röpke und Alexander Rüstow sehr nahe und gehörte mit diesen zum Kern der Freiburger Lehrgemeinschaft.

## Leben
Leonhard Miksch war ein Sohn des Oberkontrolleurs Rudolf Miksch und dessen Ehefrau Sylva, geb. Priborsky. Er studierte ab Wintersemester 1920/21 zunächst Chemie an der Deutschen Technischen Hochschule in Prag, ab 1922/23 an der Universität Tübingen. Im Wintersemester 1923/24 wechselte er zum Studium der Nationalökonomie. Am 1. Mai 1926 bestand er die Diplomprüfung für Volkswirte. 1929 wurde er bei Walter Eucken mit einer Arbeit Über Gibt es eine allgemeine Überproduktion? zum Dr. rer. pol. promoviert.
Von 1923 bis zu seinem Austritt 1925 war Miksch kurz Mitglied der NSDAP, daher wird Miksch dem national gesinnten Flügel der Frankfurter Zeitung zugerechnet, die (damals) den Linksliberalen bzw. der DDP nahestand. Miksch war dort von 1929 bis 1943 als Wirtschaftsjournalist tätig. Dies erklärt die politische Position von Miksch und die damit verbundenen Hindernisse für Mikschs akademische Laufbahn. Bedeutend waren in dieser Zeit seine insgesamt 80 Aufsätze für die Zeitschrift Die Wirtschaftskurve.
Seine gemäßigt linksliberale politische Einstellung verhinderten, dass Miksch in der Zeit des Nationalsozialismus seine universitäre Karriere begann. Zwar begann Miksch die Habilitation mit der 1937 bei Walter Eucken eingereichten Habilitationsschrift „Wettbewerb als Aufgabe“ und erhielt in der Folge 1938 den akademischen Grad Dr. habil., beantragte aber keine Zulassung als Dozent. Die Habilitationsschrift wurde von Eucken als Erstgutachter als „ungewöhnliche Leistung“ gelobt, die in „ganz seltenem Maße […] Kenntnis von Einzelheiten der Wirtschaft mit grundsätzlichem Denken“ vereine.
Miksch war darauf Mitarbeiter am „Arbeitswissenschaftlichen Institut“ AWI der DAF.
Nach dem Krieg trat Miksch, für Ordoliberale ungewöhnlich, in die SPD ein und war zunächst stellvertretender Leiter des Ernährungsamtes in Berlin-Wilmersdorf. Ab 1946 hatte er die stellvertretende Leitung des Zentralamtes für Wirtschaft der britischen Zone in Minden inne. Später wurde Miksch in das „bizonale Verwaltungsamt“ in Minden sowie in den Vorläufer des Bundeswirtschaftsministerium, die „Verwaltung für Wirtschaft“, übernommen, wo er die Leitung des Referats I B 1 „Preiswirtschaftliche Grundsatzfragen und Betriebswirtschaft“ übernahm. Dabei wurde er zu einem engen Mitarbeiter Ludwig Erhards, der seinerseits seit März 1948 Direktor der „Verwaltung für Wirtschaft“ war.
Im September 1949 wurde er an der Universität Freiburg zum Ordinarius für Volkswirtschaftslehre und Finanzwissenschaft berufen, und nach dem Tod von Walter Eucken im März 1950 wurde Miksch Ende April 1950 zum Nachfolger als Direktor des „Volkswirtschaftlichen Seminars“ in der Wirtschaftswissenschaftlichen Fakultät der Universität in Freiburg ernannt. Am 19. September 1950 verstarb Leonhard Miksch mit 49 Jahren an einer Lungenembolie.

## Mikschs Beitrag zur politischen Geburtsstunde der Sozialen Marktwirtschaft
Miksch entwarf das „Leitsätzegesetz“ (amtlich „Gesetz über Leitsätze für die Bewirtschaftung und Preispolitik nach der Geldreform“), das am 18. Juni 1948, zwei Tage vor der Währungsreform, vom „Verwaltungsrat des vereinigten Wirtschaftsgebietes“ beschlossen wurde, mit dem die Preise freigegeben wurden. Das alliierte Bipartite Board in Berlin bestätigte als übergeordnete juristische Instanz der Militärgouverneure das „Leitsätzegesetz“ am 25. Juni 1948, und Ludwig Erhard gab am gleichen Tag mit der „Anordnung über Preisbildung und Preisüberwachung nach der Währungsreform“ die Preise fast aller gewerblich produzierten Waren frei.
Für Hans Tietmeyer liegt die politische Geburtsstunde der Sozialen Marktwirtschaft in Westdeutschland in der Preis- und Bewirtschaftungsfreigabe („Leitsätzegesetz“), bei deren Vorbereitung Leonhard Miksch entscheidend mitbeteiligt war.
Auch den Begriff soziale Marktwirtschaft verwendete Miksch in seinen Texten, lange bevor Erhard ihn aufgriff, so bereits Ende 1947 in der Fachzeitschrift Der Wirtschaftsspiegel und im Januar 1948 in einer internen Denkschrift.

## Wirtschaftswissenschaftliche Überzeugungen
Die Währungsreform von 1948 in Westdeutschland war zu guten Teilen das Verdienst Mikschs, der in dieser Zeit als Ideen- und Ratgeber Erhards diente. „Die Preise müssen echte Gleichgewichtspreise sein und das Verhältnis von Angebot und Nachfrage auf jedem Markte widerspiegeln“, lautete das Credo Mikschs. Er war davon überzeugt, dass sozialstaatliche Aufgaben und Handlungen des Staates erforderlich seien, ohne diese sei die Freigabe der Preise nach Auffassung von Miksch „sinnlos“.
Miksch war wie die übrigen Angehörigen der Freiburger Schule davon überzeugt, dass eine reine Laissez-faire-Ökonomie automatisch zur Zerstörung des Wettbewerbs führe und sich zu Lasten von Verbrauchern und Arbeitnehmern entwickele. Als Gegengewicht zu dieser als sozial schädlich empfundenen Entwicklung galt neben Wettbewerbspolitik und Sozialpolitik das Element der „Ordo“, mit dem Entartungen der Wirtschaftsprozesse verhindert werden sollten.
Für Miksch und die übrigen Ordoliberalen war der Wettbewerb also „eine staatliche Veranstaltung“ und nur über einen starken Staat zu sichern (Miksch 1937). Wesentlich für Mikschs Denken war seine mit „Teilmonopolen“ und „Teiloligopolen“ verfeinerte Lehre von den Marktformen, welche sich aus präziser und ausschließlich an der Realität orientierter Beobachtung tatsächlicher Marktverhältnisse ableitete. Die Idealform des vollkommenen Marktes finde sich in der ökonomischen Wirklichkeit nicht.
„Aufgabe der Wettbewerbspolitik ist es, jedem Markt eine geeignete Marktverfassung zu geben“, wobei hier an den tatsächlich vorgefundenen Marktverfassungen angeknüpft werden sollte, allerdings in der Weise, dass der Marktzugang für potentielle Konkurrenten, die Anbietervielfalt und fairer Leistungswettbewerb dadurch befördert werden. Die Steuerung des Marktes solle in erster Linie aus den Interessen der Konsumenten heraus erfolgen, gravierende Machtungleichgewichte zwischen Anbietern und Nachfragern solle der Ordo setzende Staat ausgleichen, notfalls sogar dadurch, dass er selbst durch eigene Betriebe in den Wettbewerb eintritt – jedoch nur zum Zwecke des Ausgleichs vorhandener Ungleichgewichte.
Märkte sollen nach Möglichkeit in die Marktverfassung der freien Konkurrenz überführt werden, jedoch unter strikter Beachtung staatlicher Rechtsetzung, z. B. in Fragen der Arbeitnehmerschutzrechte.
„Auf den Märkten …, die trotz unvollständiger Konkurrenz im freien Wettbewerb organisiert sind, besteht in der Regel Marktzerrüttung“ (Miksch 1937)
Monopole in privater Hand sind nach Miksch unbedingt zu verhindern, und, soweit sie nicht aufgelöst und in den freien Wettbewerb überführt werden können, so gelte, dass die staatliche Lenkung von Monopolen die einzig adäquate Organisationsform darstelle, da nur dann „die Interessen der Gesamtheit gewahrt bleiben“ (Miksch 1937).
Mit dieser Eingriffforderung stellten sich Miksch und die übrigen Ordoliberalen in Gegensatz zu den bisherigen Vertretern des Liberalismus, dem sie nicht nur vorwarfen, „sozial blind“ zu sein, sondern auch Wirtschaftspolitik aus einer übertriebenen Harmonieerwartung heraus zu betreiben, welche reale Wirtschaftsprozesse in ungeeigneter Weise idealisiere, sodass tatsächliche Probleme ungelöst blieben.
Die geforderten staatlichen Eingriffe sollten jedoch in erster Linie auf die Herstellung eines gut funktionierenden und für Konsumenten wie Arbeitnehmer befriedigenden Wettbewerbs gerichtet sein. „Ordnen heißt … keineswegs zentral lenken und regulieren. Die freie selbstverantwortliche Entscheidung der im Wirtschaftsprozeß tätigen Personen bildet den stärksten Kraftquell des Fortschritts. Andererseits ist eine zentrale Regulierung aller Wirtschaftsvorgänge kaum durchführbar. Sie würde den Staat mit einer unerhörten, unfruchtbaren und dabei höchst spekulativen Arbeit belasten. Der komplizierte Ablauf des wirtschaftlichen Apparats muß, so weit es angeht, freiheitlich gestaltet werden. Ordnen heißt in Freiheit ordnen“ (Miksch 1937).
Der politisch-rechtliche sowie direkt ordnende Rahmen, der von außen durch die Marktverfassung gegeben wird, solle dahingehend wirken, dass der Wirtschaftsprozess „sich dann von selbst in der gewünschten Richtung vollzieht“ (Miksch 1937).
Je nachdem, wie sich die wirtschaftlichen Rahmendaten und tatsächlichen ökonomischen und sozialen Probleme darstellen, gebe es für das Verhältnis von „äußerer Ordnung“ bzw. „äußerer Koordination“ (z. B. staatlich gesetzter Ordo) und „innerer Koordination“ auf den jeweiligen Märkten unterschiedliche Optima, was dann nach Miksch bedeutet, dass diese Suche nach dem jeweiligen wirtschaftspolitischen Optimum „als ewige Aufgabe gestellt“ bliebe (Miksch 1950).
Eine Vielzahl von Anbietern und Nachfragern, sowie die „Machtlosigkeit“ dieser (z. B. hinsichtlich der Konditionen bzw. in Bezug auf das Marktgegenüber) sind nach Miksch Kennzeichen gut funktionierender Märkte, bei denen dann weitgehend auf „äußere Koordination“ verzichtet werden könne. Ohne eine hinreichende Anbieter- und Nachfragervielfalt können Märkte nach Miksch keinen Gleichgewichtszustand erreichen, sondern sie verlassen das Gleichgewicht, in der Regel zu Lasten der schwächeren Marktteilnehmer bzw. zu Lasten des Allgemeinwohls.
Nach Miksch kommen Marktformen der unvollständigen Konkurrenz den rigide und oft zu Lasten der Individuen und Einzelwirtschaften gestalteten Formen der Befehlswirtschaft sehr nahe.
„In ihr hängt also alles von dem Willen und der Fähigkeit der zentralen Leitung ab. Deren Dispositionsfreiheit schließt jede automatische Koordination aus“, was nach Miksch zugleich bedeutet, dass das Optimum im Sinne des Allgemeinwohls regelmäßig verfehlt werden würde. Entscheidend ist nämlich, dass sich die „Vielzahl individueller Bedürfnisse“ im Wirtschaften niederschlägt und, infolge vollkommener Konkurrenz sowie Privilegienfreiheit, eine Interessen optimal ausgleichende Steuerung der Wirtschaft aus den Interessen der Einzelnen ergibt.

## Schriften (Auswahl)
- Die ernsten Bibelforscher. Lorch, Rohm 1925
- Wettbewerb als Aufgabe: die Grundsätze einer Wettbewerbsordnung. Kohlhammer, Stuttgart 1937. Zugl. Habil.schr.
  - 2. „erw. Aufl“. Küpper, Godesberg 1947
- Brauchen wir noch Unternehmer? In Die Wirtschaftskurve. Jg. 20. Hg. Frankfurter Zeitung. Societäts-Verlag, Frankfurt 1941, S. 5–14
- Der Grossbetrieb im Vormarsch. In Die Wirtschaftskurve. Jg. 20. Frankfurt 1941, S. 175–187
- Freihandel in Europa? In Die Wirtschaftskurve. 20, Frankfurt 1941, S. 256–266
- Die Aussichten des Handels. In Die Wirtschaftskurve. Jg. 21. 1942, S. 21–34
- Möglichkeiten und Grenzen der gebundenen Konkurrenz. In: Die Wirtschaftskurve 21, 1942, S. 99–106
- Von der Vergleichszeit zum Bedarfsplan: Zur Reform der Kriegswirtschaft, In Die Wirtschaftskurve. 21, 1943, S. 83–101
- Die Formen der Warenbewirtschaftung: ein unerforschtes Land, Sonderdruck der Frankfurter Zeitung, 1942
- Die Preisfreigabe: Wirtschaftspolitik und Recht. Industrie Verlag Gehlsen, Siegburg 1948
- Gedanken zur Wirtschaftsordnung. Doeblin, Wiesbaden 1948
- Die Geldschöpfung in der Gleichgewichtstheorie. In Ordo, Jg. 2. Lucius & Lucius, Stuttgart 1949, S. 308–328
- Die sittliche Bedeutung der inneren Koordination, In Ordo, Jg. 3, Lucius & Lucius, Stuttgart 1950, S. 29–73
- Die Wirtschaftspolitik des Als-Ob, In Zeitschrift für die gesamte Staatswissenschaft Tübingen 1949, S. 310–338
- Die Verstaatlichung der Produktionsmittel in der Morphologie der Wirtschaftsordnungen, in Untersuchungen zur sozialen Gestaltung der Wirtschaftsordnung. Duncker & Humblot, Berlin 1950, S. 85–142
- Der Schutz des Wettbewerbs in der sozialen Marktwirtschaft. Institut zur Förderung öffentlicher Angelegenheiten, Frankfurt 1950
- Illusionen der Wirtschaftswissenschaft, In Weltwirtschaftliches Archiv Tübingen 1951, S. 1–6
- Zur Theorie des räumlichen Gleichgewichts , In Weltwirtschaftliches Archiv, Tübingen 1951, S. 5–50